# Wiązówka błotna

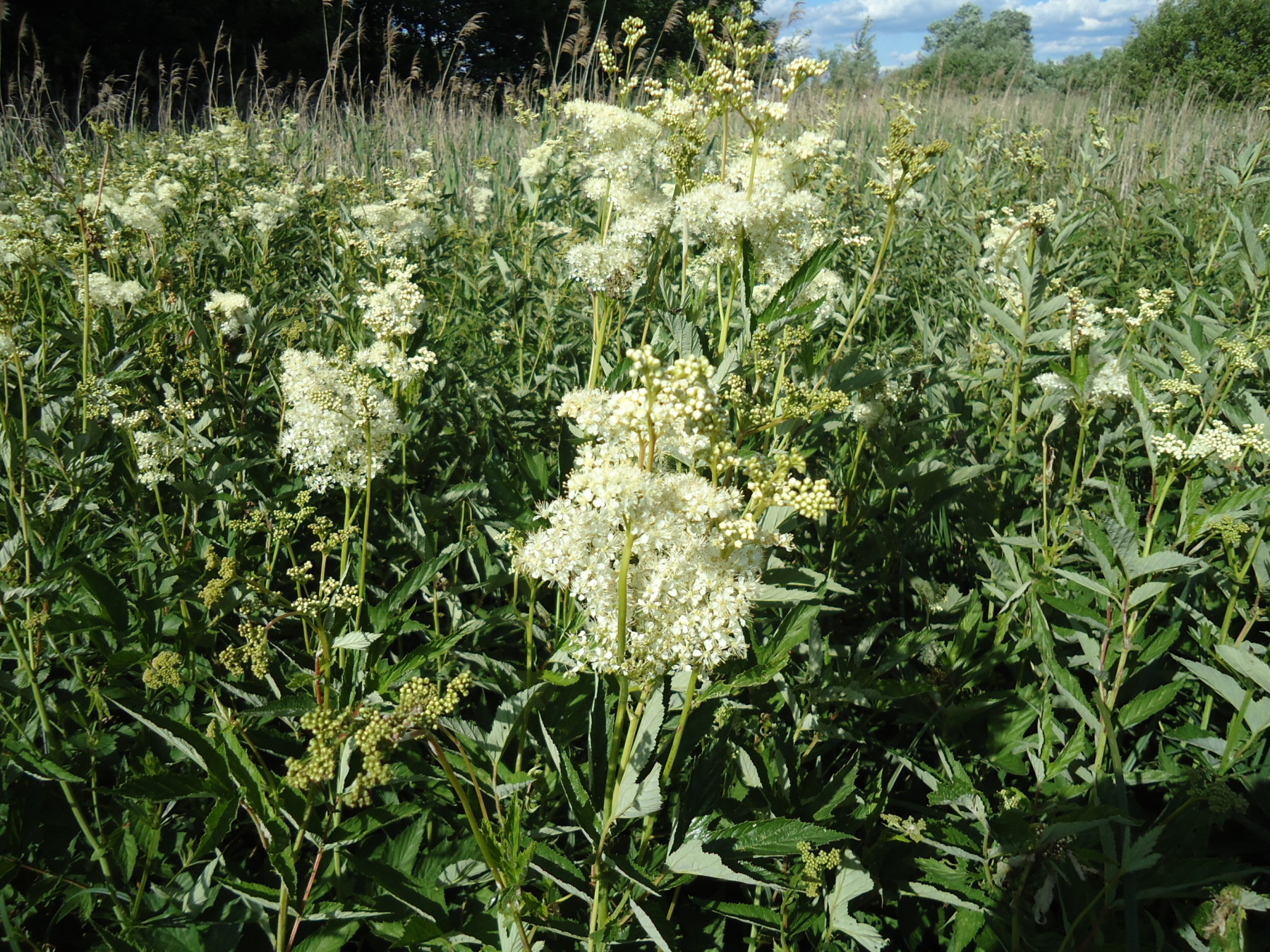
Pokrój

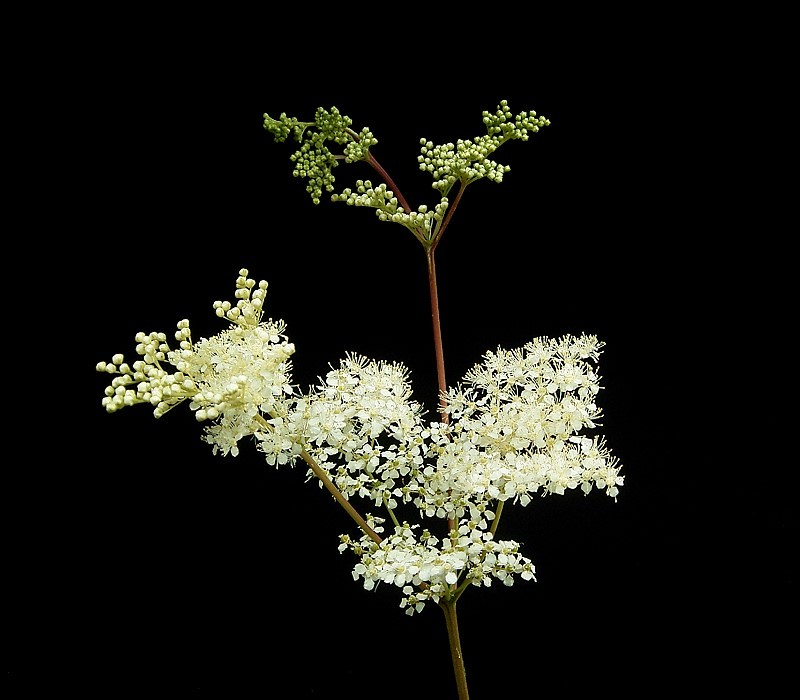
Kwiatostan

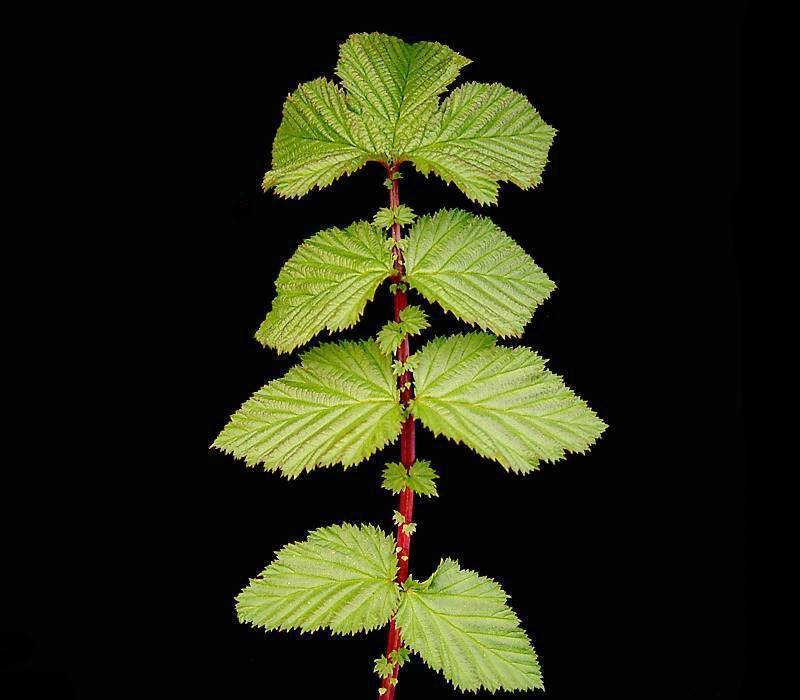
Liść

Wiązówka błotna (Filipendula ulmaria) – gatunek byliny należący do rodziny różowatych (Rosaceae). Jest gatunkiem eurosyberyjskim, występuje w Azji od Syberii przez Mongolię po Chiny i w północnej i środkowej Europie. W Polsce jest rośliną pospolitą, miejscami występuje bardzo licznie. Status gatunku we florze Polski: gatunek rodzimy.

## Morfologia
ŁodygaŚrednica do 5 mm, zielonawobrunatna, sztywna, kanciasta, wewnątrz pusta z wyjątkiem części szczytowej. Jest regularnie prosto podłużnie bruzdowana.
LiścieLiście przerywano nieparzysto-pierzaste, pofałdowane, posiadające półokrągłe, ząbkowane przylistki częściowo zrośnięte z łodygą. Listki główne są szerokojajowate, listek szczytowy jest znacznie większy, szeroki. U roślin rosnących w zbiorowisku muraw na niżu jest on zwykle dłoniasto trójklapowy, u roślin rosnących w wilgotnych lasach pięcioklapowy. Wszystkie listki są podwójnie ząbkowane, na górnej stronie ciemnozielone i nagie, spodem jaśniejsze, mniej lub bardziej filcowane.
KwiatyKwiatostan złożony z bardzo licznych kwiatów tworzy nieregularną wierzchotkowatą wiechę. Kwiaty są kremowobiałe, o średnicy około 3–6 mm. Kielich złożony z 5 ciemnozielonych odgiętych i owłosionych działek przyrośniętych do wypukłego dna kwiatowego. Obecnych jest 5 wolnych, łatwo opadających, jasnożółtych płatków korony, jajowatych, wyraźnie zwężonych u podstawy. Pręciki są liczne, o zaokrąglonych pylnikach, znacznie dłuższe od płatków. Słupkowie jest złożone z około 4–6 słupków o krótkich szyjkach i kulistym znamieniu. Słupki skręcają się razem spiralnie tworząc żółtawobrunatne owoce śrubowato skręcone.
OwocSpiralnie skręcona, brunatna, jednonasienna niełupka.
KłączeCzłonowane, zdrewniałe, grube z licznymi włóknistymi korzeniami.

## Biologia i ekologia
Rośnie na brzegach wód, na mokrych łąkach, w świetlistych zaroślach nadrzecznych, nad rowami. Jest lubiącym półcień hygrofitem. Bardzo często występuje w zaroślach wierzby szarej. W górach rośnie aż po piętro kosówki. Hemikryptofit. W klasyfikacji zbiorowisk roślinnych gatunek charakterystyczny dla zespołu związków (All.) Filipendulion. Kwiaty wydzielają lekki zapach, przywabiając nim owady, które je zapylają, mimo że roślina nie wytwarza nektaru. Owady zbierają za to obficie wytwarzany pyłek. Kwitnie od czerwca do sierpnia.
Wiązówka błotna porażana jest przez grzyba Triphragmium ulmariae. Wywołana przez niego choroba często doprowadza do obumarcia rośliny.

## Zastosowanie

### Roślina ozdobna
Nadająca się do uprawy szczególnie nad sztucznymi zbiornikami wodnymi (oczkami wodnymi). Stosowane są zwłaszcza dwie odmiany ozdobne – 'Aurea' (liście żółte) i 'Variegata' (liścia z białymi plamami).

### Roślina lecznicza
HistoriaWłasności lecznicze wiązówki błotnej poznano już w średniowieczu. Dawniej w medycynie ludowej była ważną rośliną zielarską – używano jej do zwalczania pasożytów przewodu pokarmowego, jako ziele przeciwkrwotoczne i przeciwbiegunkowe.
Surowiec zielarskiZiele wiązówki (Filipendulae ulmariae herba) – całe lub rozdrobnione, wysuszone kwitnące szczyty pędów o zawartości olejku eterycznego nie mniejszej niż 1 ml/kg. Kwiaty zawierają olejki eteryczne, flawonoidy, garbniki, kwasy organiczne, sole mineralne i glikozydy fenolowe (spireina, salicyna).
DziałanieMa właściwości przeciwgorączkowe (dzięki zawartości salicyny), napotne, moczopędne i przeciwreumatyczne. Napar używany jest do leczenia przeziębień, chorób górnych dróg oddechowych, pomocniczo przy grypie i chorobach reumatycznych, zwykle w mieszance z innymi ziołami; czarnym bzem, korą wierzby, liśćmi brzozy.
Zbiór i suszenieZbiera się całe kwiatostany i suszy w cieniu, w temperaturze nieprzekraczającej 30 stopni Celsjusza.

## Inne zastosowania
- Z liści otrzymywano dawniej żółtozielony barwnik do tkanin.
- Używana jest do aromatyzowania niektórych gatunków piwa i wódki.

## Uprawa
Jest w pełni mrozoodporna (strefy klimatyczne 2–9). Może rosnąć na stanowiskach słonecznych lub półcienistych, gleba musi być zawsze wilgotna, może być błotnista. Rozmnaża się z nasion wysiewanych wiosną lub jesienią, lub przez podział. Oprócz typowej, dziko rosnącej formy istnieją ozdobne kultywary, np. 'Aurea' o złotożółtych za młodu liściach, czy 'Variegate' o prążkowanych, żółto nakrapianych liściach.